# 諏訪忠林
諏訪 忠林（すわ ただとき）は、江戸時代中期の大名。信濃国高島藩5代藩主。官位は従五位下・伊勢守、因幡守。

## 生涯
この節の出典:
高島藩分家で旗本の諏訪頼篤の次男として生まれた。
先代藩主の諏訪忠虎の実子である忠尋が早世したため、享保6年（1721年）4月11日に忠虎の婿養子・養嗣子となった。同年12月18日に従五位下伊勢守に叙任された。
享保16年（1731年）、忠虎の死去により跡を継ぎ、因幡守に叙任されたが、生来から病弱だったため藩政から逃避して学問の世界にのめり込んだ。しかし学者、特に詩人としては一級者であり、太宰春台や釈万庵らもその才能を認めたという。享保18年（1733年）には領内を地図（『諏訪藩主手元絵図』）に描かせており、後世に貴重な資料となっている。元文二年（1737年）、高島城三の丸に八詠楼を建て、詩作の友人らと度々遊んでいる。
一方で藩財政は危急の事態となっており、宝暦六年に家老の千野貞亮を操廻方に任じて財政再建を担当させ始めた。これが次代の「二の丸騒動」の遠因となった。
宝暦13年（1763年）8月23日、四男の忠厚に家督を譲って隠居し、明和7年（1770年）5月27日に68歳で死去した。

## 系譜
父母
- 諏訪頼篤（実父） - 分家旗本。江戸北町奉行。頼篤の家は婿養子が継いだ。
- 正木時清の娘（実母）
- 諏訪忠虎（養父）

正室
- 雲台院 ー 諏訪忠虎の娘

側室
- 金坂氏
- 山田氏

子女
- 諏訪忠倫（長男） - 生母は雲台院（正室）
- 丈之助（次男） - 生母は金坂氏。早世。
- 鐡次郎（三男） - 生母は金坂氏。早世。
- 諏訪忠厚（四男） - 生母は金坂氏
- 諏訪頼訓（五男） - 母は山田氏。
- 娘 - 三河国西尾藩主松平乗完正室。母は山田氏。